# 佩塔洞穴群
佩塔洞穴群，或稱梁·佩塔（布吉語：ᨒᨙᨕ ᨄᨛᨈᨕᨙ，罗马化：Léang Pêttaé）、馬羅斯－龐克喀斯特洞穴群（英語：Caves in the Maros-Pangkep karst）位於印度尼西亚南苏拉威西省，洞穴群中有旧石器时代繪畫，其歷史可追溯至43,900年以前，為世界上最古老的具象藝術作品。

## 位置
佩塔洞穴群在南蘇拉威西省首府望加錫東北方30（19英里）處，為梁－梁歷史公園（Leang-Leang Historic Park）的一部分，「梁－梁」名稱來自於望加錫語。佩塔洞穴群所在地區為喀斯特地形，全區位於班迪穆倫－布魯薩拉恩國家公園內。

## 岩畫
在2014年一項研究中，在佩塔洞穴群中的梁·天普森洞穴（Leang Tempuseng cave），一幅岩畫測定年代為39,900年以前；同一個洞穴另一幅鹿豚繪畫，使用鈾釷測年法測定繪畫上的燒結，測定年代為35,400年以前。
在梁·布盧西邦洞穴（cave of Leang Bulu Sipong）中，有人與動物的繪畫，上面有深紅色的顏料。使用鈾釷測年法測定年代為43,900年以前。根據馬克西姆·奧伯特（Maxime Aubert）的研究，此為世界上最古老的具象藝術作品，也是史前藝術中最古老的狩獵場景。

## 歷史
佩塔洞穴群早已為當地原住民熟知，但在1950年代才開始有考古學家調查這些洞穴。1973年英國考古學家伊恩·格洛弗（Ian Glover）首度調查皮特卡雷洞穴（Pettakare cave）。
2009年10月，印度尼西亞文化和旅遊部將佩塔洞穴群列為聯合國教科文組織世界遺產名錄的預備名單。

## 圖集
- 佩塔洞穴群內鹿豚繪畫
- 佩塔洞穴群發現的文物
- 佩塔洞穴群文化遺址入口